# Tingshusbyggnadsskyldige

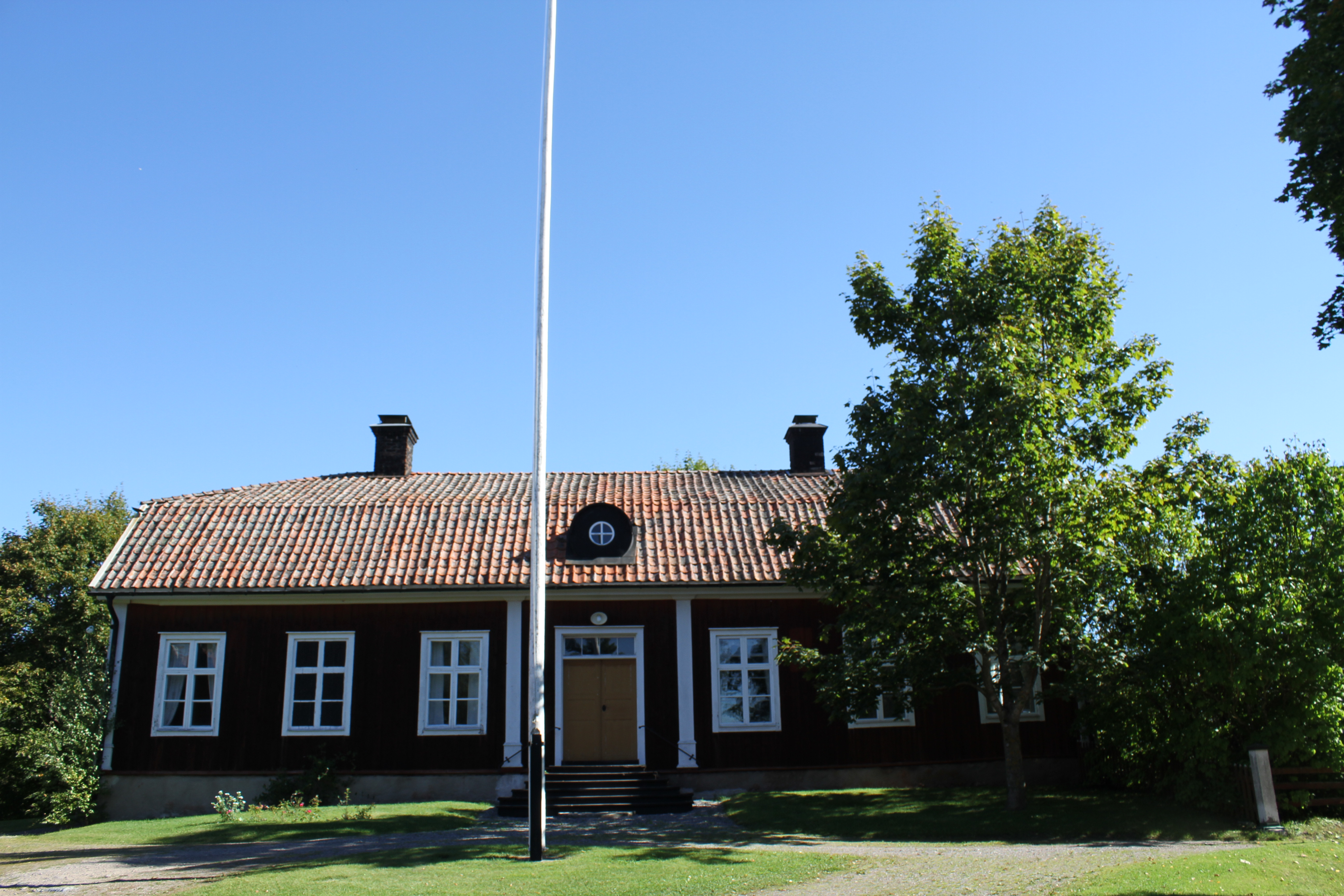
Fillinge tingshus från år 2013 byggt på 1790-talet.

Tingshusbyggnadsskyldige var benämning på en speciell slags kommun som genom lag infördes 1884 (SFS 1884:50) för finansiering och skötsel av häradsrätterrnas administration och byggande och underhåll av tingshus. Tingshusbyggnadsskyldiges kommunalrättsliga ställning markerade genom dess rätt till omedelbar beskattningsrätt och sitt obligatoriska medlemskap.
Tidigare reglerades skötseln i byggningabalken i 1734 års lag stadgas under rubriken ”huru almenna hus skola byggas”. Där stadgas att tingshus skall byggas i varje härad. Kostnaden skulle bestridas av allmogen med vissa undantag. 
I lagen från 1884 förordnades att kostnaderna för uppförande och underhåll av tingshus och häradsfängelse skulle bäras av alla de hvilka inom tingslaget erlägga kommunalutskylder. Beräkningsgrunden för skatteuttaget ändrades genom lag 1899:53, 1905:18 och 1909:55. Förvaltningsmässigt kan således tingshusbyggnadsskyldige betecknas som en specialkommun med beskattningsrätt. 
Tingshusbyggnadsskyldiges verksamhet upphörde efter tingsrättsreformen i Sverige 1971 då staten övertog ansvaret för domstolarna. Genom lag (1970:390) övertogs tingshusbyggnadsskyldiges ”fasta egendom penningmedel, rättigheter och andra tillgångar […] av staten (prop. 1970:1 bil. 4)".